# Bezuhlivka, Snovsk
Bezuhlivka (în ucraineană Безуглівка) este un sat în comuna Ieline din raionul Snovsk, regiunea Cernihiv, Ucraina.

## Demografie
Componența lingvistică a localității Bezuhlivka
     Ucraineană (86,3%)
     Rusă (13,7%)
Conform recensământului din 2001, majoritatea populației localității Bezuhlivka era vorbitoare de ucraineană (86,3%), existând în minoritate și vorbitori de rusă (13,7%).